# Ski de fond aux Jeux olympiques de 2014 – Relais femmes
Navigation
Vancouver 2010 Pyeongchang 2018
Le relais féminin 4 x 5 kilomètres de ski de fond aux Jeux olympiques de 2014 a lieu le 15 février 2014 au complexe de ski de fond et de biathlon Laura. Les Suédoises remportent l'épreuve devant les Finlandaises et les Allemandes.

## Médaillés
| Or                                                            | Argent                                                                        | Bronze                                                                 |
| Suède Anna Haag Ida Ingemarsdotter Charlotte Kalla Emma Wikén | Finlande Anne Kyllönen Krista Lähteenmäki Kerttu Niskanen Aino-Kaisa Saarinen | Allemagne Stefanie Böhler Nicole Fessel Denise Herrmann Claudia Nystad |

## Résultats
La course commence à 14 heures.
| Rang                                | Dossard | Pays                                                                                     | Temps                                                                 | Retard        |
| ----------------------------------- | ------- | ---------------------------------------------------------------------------------------- | --------------------------------------------------------------------- | ------------- |
| Médaille d'or, Jeux olympiques      | 2       | Suède Ida Ingemarsdotter Emma Wikén Anna Haag Charlotte Kalla                            | 53 min 02 s 7 14 min 09 s 8 14 min 02 s 3 12 min 40 s 2 12 min 10 s 4 | —             |
| Médaille d'argent, Jeux olympiques  | 5       | Finlande Anne Kyllönen Aino-Kaisa Saarinen Kerttu Niskanen Krista Lähteenmäki            | 53 min 03 s 2 14 min 21 s 2 13 min 51 s 3 12 min 14 s 4 12 min 36 s 6 | +0 s 5        |
| Médaille de bronze, Jeux olympiques | 7       | Allemagne Nicole Fessel Stefanie Böhler Claudia Nystad Denise Herrmann                   | 53 min 03 s 6 14 min 13 s 4 13 min 59 s 9 12 min 19 s 1 12 min 31 s 2 | +0 s 9        |
| 4                                   | 6       | France Aurore Jéan Célia Aymonier Anouk Faivre-Picon Coraline Hugue                      | 53 min 47 s 7 14 min 12 s 1 14 min 13 s 8 12 min 34 s 5 12 min 47 s 3 | +45 s 0       |
| 5                                   | 1       | Norvège Heidi Weng Therese Johaug Astrid Uhrenholdt Jacobsen Marit Bjørgen               | 53 min 56 s 3 14 min 12 s 0 14 min 13 s 5 12 min 34 s 5 12 min 56 s 3 | +53 s 6       |
| DSQ                                 | 3       | Russie Julia Ivanova Olga Kuziukova Natalia Joukova Yulia Tchekaleva                     | 54 min 06 s 3 14 min 05 s 5 14 min 37 s 2 12 min 34 s 9 12 min 48 s 7 | +1 min 03 s 6 |
| 7                                   | 9       | Pologne Kornelia Kubińska Justyna Kowalczyk Sylwia Jaśkowiec Paulina Maciuszek           | 54 min 38 s 9 14 min 37 s 4 13 min 47 s 7 12 min 34 s 2 13 min 39 s 6 | +1 min 36 s 2 |
| 8                                   | 8       | Italie Virginia de Martin Topranin Elisa Brocard Marina Piller Ilaria Debertolis         | 55 min 19 s 9 14 min 26 s 9 14 min 49 s 4 12 min 43 s 9 13 min 20 s 7 | +2 min 17 s 2 |
| 9                                   | 4       | États-Unis Kikkan Randall Sadie Bjornsen Elizabeth Stephen Jessica Diggins               | 55 min 33 s 4 14 min 45 s 2 14 min 31 s 8 12 min 48 s 2 13 min 32 s 2 | +2 min 30 s 7 |
| 10                                  | 12      | République tchèque Eva Vrabcová-Nývltová Karolina Grohová Petra Nováková Klára Moravcová | 56 min 29 s 8 14 min 06 s 1 15 min 25 s 3 13 min 06 s 4 13 min 52 s 0 | +3 min 27 s 1 |
| 11                                  | 13      | Slovénie Alenka Čebašek Katja Višnar Barbara Jezeršek Vesna Fabjan                       | 56 min 37 s 0 14 min 18 s 2 15 min 39 s 1 12 min 56 s 1 13 min 43 s 6 | +3 min 34 s 3 |
| 12                                  | 10      | Ukraine Tetyana Antypenko Valentina Shevchenko Maryna Antsybor Kateryna Grygorenko       | 56 min 56 s 1 15 min 10 s 6 14 min 55 s 4 13 min 01 s 7 13 min 48 s 4 | +3 min 53 s 4 |
| 13                                  | 11      | Autriche Katerina Smutna Nathalie Schwarz Teresa Stadlober Veronika Mayerhofer           | 57 min 04 s 7 14 min 20 s 3 15 min 36 s 8 13 min 08 s 7 13 min 58 s 9 | +4 min 02 s 0 |
| 14                                  | 14      | Canada Perianne Jones Daria Gaiazova Emily Nishikawa Brittany Webster                    | 59 min 13 s 6 15 min 50 s 9 15 min 09 s 5 13 min 27 s 3 14 min 52 s 9 | +6 min 10 s 9 |